# Злодій і швець (фільм)
Злодій і швець (англ. The Thief and the Cobbler) — повнометражний анімаційний фільм англійського режисера Річарда Вільямса, відомий довгою і заплутаною історією створення. Знімався з 60-х до 90-х, вийшов у скороченій версії в 1993 році, а 2006 року була викладена любительська реставрація мультфільму.

## Сюжет
Фільм починається з оповідача, який описує процвітаюче Золоте місто, що перебуває під керуванням вічно сонного короля Нода і захистом трьох магічних золотих куль, які містяться на вершині найвищого мінарету. Згідно з пророцтвом, місто впаде під натиском раси войовничих, однооких монстрів, а кулі зможуть бути збереженими тільки завдяки «найпростішій душі з найменшою та найпростішою з речей». Жив в цьому місті швець з добрим серцем на ім'я Цвях та безіменний, завзятий невдаха-злодій.
Коли злодій пробирається в будинок Цвяха, вони вчиняють бійку на вулиці, в результаті чого цвяхи шевця падають на вулицю. Зигзаг, великий візир короля, наступає на один з них, і розцінивши це як напад на себе, Зигзаг відправляє Цвяха до палацу з метою відрубати хлопцеві голову, а злодюжка, тим часом, встигає накивати п'ятами. Перед тим як візир присуджує смертний вирок шевцю, його встигає врятувати королівська дочка — принцеса Ням-Ням. Вона переконує батька в тому, що їй конче необхідний майстер, який зможе полагодити її туфельку. Під час перебування Цвяха в палаці, вони з принцесою стають все ближчими один одному, що викликає заздрість у Зигзага, який планує оженитися на дівчині для того щоб отримати владу над королівством. У той же час, злодій помічає золоті кулі на вершині мінарету і вирішує вкрасти їх. Після прориву до палацу через канаву, злодій краде відремонтованого черевика у Цвяха, що спонукає шевця переслідувати його через увесь палац. Отримавши взуття назад, Цвях падає на великого візира який зауважує те, що річ принцеси вже полагоджена і садить хлопця в підземелля.
Наступного ранку, Нод бачить видіння зруйнованого могутнім Однооким міста. А у той час як Зигзаг намагається переконати короля у безпеці королівства, злодій краде золоті кулі та впускає їх, і ті попадають до рук поплічників візира. Під час паніки, що виникла після цього, швець тікає зі своєї камери, використовуючи свої інструменти. Король зауважує те що кулі зникли, коли смертельно поранений гонець попереджає їх про вторгнення Одноокого. Зигзаг намагається використовувати вкрадені кулі, щоб шантажувати царя. Але коли Нод відхиляє його пропозицію, візир відправляється до Великого Одноокого, пропонувати свої послуги вже йому.
Король посилає Ням-Ням, її няньку та Цвяха за допомогою до божевільної старої відьми, що живе в пустелі. Вони таємно переслідують злодія, який знаходить багато скарбів на своєму шляху, але завжди зазнає невдачі в крадіжці будь-чого. У пустелі, вони натрапляють на групу недалеких розбійників і принцесі вдається найняти їхнього ватажка як особистого охоронця. Після цього головні герої досягають вежі, в якій живе відьма, і дізнаються що саме шевцю судилося їх врятувати.
Вони повертаються в Золоте місто, і дізнаються, що військова машина Одноокого наближається. Згадавши пророцтво, Цвях стріляє одним цвяхом в осередок супротивника, його вчинок запускає Голдберівську ланцюгову реакцію, яка руйнує всю ворожу армію. Зигзаг намагається втекти, але падає в яму, де його з'їдають алігатори і його товстий ледачий стерв'ятник, Фідо. Злодій, уникнувши багатьох пасток, краде золоті кулі зі зруйнованої машини, але Цвях вчасно відбирає їх у нього. Після відновлення миру і справдження пророцтва, місто святкує весілля Цвяха і Ням-Ням. Історія закінчується, а злодій краде кінострічку і тікає.

### Особливості різних версій фільму
Головною особливістю, яка вирізняє режисерську версію фільму є те, що в ній обидва головних героя не говорять, за винятком фрази «I love you», сказаної Цвяхом у кінці фільму, а ось у версіях Калверта і Miramax і у злодія, і у шевця багато реплік. Голос візира, якого озвучив Вінсент Прайс, залишився однаковим у всіх версіях.

## Акторський склад
| Персонаж                | Оригінальна версія (The Thief and the Cobbler)                                               | Версія від Allied Filmmakers (The Princess and the Cobbler)                                                                                                  | Версія від Miramax (Arabian Knight) |
| ----------------------- | -------------------------------------------------------------------------------------------- | --- | --- |
| Великий візир Зигзаг    | Вінсент Прайс                                                                                | Вінсент Прайс | Вінсент Прайс |
| Швець Цвях              | Шон Коннері (Тільки одна фраза)                                                              | Стів Лайвлі (Озвучує) Арнольд Маккалер (Співає) | Метью Бродерік (Озвучує) Стів Лайвлі (Співає, в титрах не вказаний) Арнольд Маккалер (Співає)                                                                |
| Оповідач                | Фелікс Ейлмер                                                                                | Стів Лайвлі | Метью Бродерік |
| Принцеса Ням-Ням        | Сара Кроу                                                                                    | Боббі Пейдж (Озвучує) Андреа Робінсон (Співає) | Дженніфер Білз (Озвучує) Боббі Пейдж (Співає) Андреа Робінсон (Співає)                                                                                       |
| Злодій                  |                                                                                              | Ед Керролл | Джонатан Вінтерс |
| Король Нод              | Ентоні Куейл                                                                                 | Клайв Ревіл Ентоні Куейл (Озвучує, в титрах не вказаний) | Клайв Ревіл Ентоні Куейл (Озвучує, в титрах не вказаний) |
| Нянька принцеси Ням-Ням | Джоан Сімс (Не підтверджено)                                                                 | Мона Маршал | Тоні Коллетт |
| Стара чаклунка          | Джоан Сімс                                                                                   | Мона Маршал Джоан Сімс (Кілька фраз) | Тоні Коллетт |
| Ватажок бандитів        | Віндзор Девіс                                                                                | Віндзор Девіс | Віндзор Девіс |
| Могутній Одноокий       | Крістофер Грінер                                                                             | Кевін Дорсі | Кевін Дорсі |
| Стерв'ятник Фідо        | Дональд Плезенс                                                                              | Дональд Плезенс | Ерік Богосян |
| Поранений гонець        | Клінтон Сандберг                                                                             | Клінтон Сандберг | Клінтон Сандберг |
| Кубок                   | Кеннет Вільямс                                                                               | Кеннет Вільямс | Кеннет Вільямс |
| Веселун                 | Кеннет Вільямс                                                                               | Кеннет Вільямс | Кеннет Вільямс |
| Посильний               | Стенлі Бакстер                                                                               | Стенлі Бакстер | Стенлі Бакстер |
| Ляпас                   | Стенлі Бакстер                                                                               | Стенлі Бакстер | Стенлі Бакстер |
| Гном                    | Джордж Міллі                                                                                 | | |
| Копито                  | Едді Берн                                                                                    | Едді Берн | Едді Берн |
| Крюк                    | Сік Вілсон                                                                                   | Сік Вілсон | Сік Вілсон |
| Яйце                    | Фредерік Шоу                                                                                 | Фредерік Шоу | Фредерік Шоу |
| Дівчина з Момбаса       | Маргарет Френч                                                                               | | |
| Розбійник, що сміється  | Річард Вільямс (В титрах не вказаний)                                                        | Річард Вільямс (В титрах не вказаний) | Річард Вільямс (В титрах не вказаний) |
| Розбійники (Озвучують)  | Джосс Екленд Пітер Клейтон Дерек Хінсон Деклан Малхолланд Майк Неш Дермот Уолш Ремзі Вільямс | Джосс Екленд (В титрах не вказаний) Пітер Клейтона Джефф Голд Дерек Хінсон Деклан Малхолланд Майк Неш Тоні Сканнелл Дермот Уолш Рамзі Вільямс                | Джосс Екленд (В титрах не вказаний) Пітер Клейтона Джефф Голд Дерек Хінсон Деклан Малхолланд Майк Неш Тоні Сканнелл Дермот Уолш Рамзі Вільямс                |
| Розбійники (Співають)   |                                                                                              | Ренді Креншоу Кевін Дорсі Роджер Фріленд Нік Джеймсон Боб Джойс Джон Джойс Керрі Катц Тед Кінг Майкл Ланнінг Реймонд Маклеод Рік Чарльз Нельсон Скотт Раммел | Ренді Креншоу Кевін Дорсі Роджер Фріленд Нік Джеймсон Боб Джойс Джон Джойс Керрі Катц Тед Кінг Майкл Ланнінг Реймонд Маклеод Рік Чарльз Нельсон Скотт Раммел |

## Історія створення
У 1964 році Річард Вільямс почав роботу над мультфільмом про Ходжу Насреддіна (під назвою The Amazing Nasruddin, з 1970 року The Majestic Fool, а пізніше Nasruddin!). У проекті також брав участь відомий мультиплікатор Кен Харріс з Warner Bros. Cartoons і актори Вінсент Прайс (в ролі візира) і Ентоні Квейл (в ролі султана). Фільм знімався на особистій студії Річарда Вільямса в Лондоні, що займалася в основному рекламними роликами, робота протікала повільно. Збереглася лише одна сцена цього фільму (в чорно-білій копії), повний сценарій і деякі замальовки персонажів.
З проєктом також був пов'язаний письменник Ідріс Шах, автор кількох книг про Насреддіна. Близько 1972 року відносини з Шахом якимось чином погіршились, і Вільямс виключив всю лінію про Насреддіна з фільму, залишивши решту матеріалів. У буклеті, випущеному в 1973 році, Вільямс написав, що «Nasruddin was found to be too verbal and not suitable for animation» («Насреддін виявився занадто текстовим і непридатним для анімації»).
Паралельно з розробкою фільму Вільямс продовжував зйомки рекламних роликів, а також мультфільму-лауреата «Оскара», A Christmas Carol (1971), і зрежисерував повнометражний мультфільм про ляльок, Raggedy Ann & Andy: A Musical Adventure (1977).
До початку 1980-х було відзнято близько 15 хвилин анімації (в тому числі сцени з військовою машиною). Цей незвичайний матеріал здобув популярність у середовищі аніматорів, і Роберт Земекіс запросив Вільямса в свій проєкт «Хто підставив кролика Роджера» як режисера анімації. Після успіху цього проєкту (Вільямс отримав два «Оскари») з'явилося додаткове фінансування, яке Вільямс витратив на свій головний проєкт. У 1990 році був підписаний контракт з Warner Bros. Але через високі вимоги, які режисер пред'являв до якості анімації свого фільму (була потрібна анімація в 24 кадри, незвичайні компонування величезних фонів, зйомка з декількох планів), виробництво затягнулося до 1992 року, і проект був відібраний у Вільямса через порушення термінів здачі.
Для швидкого доведення фільму до стану, придатного для випуску, фірма Completion Bond Company і продюсер Фред Калверт дозняти на різних студіях безліч сцен. Було змінено сценарій, написані пісні (яких в оригіналі не було), переозвучені майже всі персонажі. Фільм вийшов в 1993 році в Австралії і ПАР під назвою The Princess and the Cobbler. У 1995 році фірма Miramax Family Films знову переозвучила фільм (трохи скоротивши його) і випустила його в США під назвою Arabian Knight на VHS і Laserdisc (в широкоекранної версії).
Також існують документальні фільми про студію Річарда Вільямса та сценарії різних років, в яких можна побачити фільм на різних етапах його розробки. Ранні концепти персонажів відрізнялися специфічною естетикою і поступово еволюціонували. Також еволюціонував і сценарій. Від початкових героїв в кінцевому фільмі залишилися тільки злодій, султан і його візир, причому їх образи пройшли суттєву переробку. Ходжа Насреддін потрапив в одну сцену серед масовки. Протягом усього розвитку фільму збереглася художня особливість імітації стилю середньовічної перської ілюстрації і була зменшена роль перспективи.
Фільм існує у версіях:
1. Режисерська версія 1992 року. На цьому етапі фільм був відібраний у режисера продюсерами.
2. Робоча версія Фреда Калверта.
3. Версія, випущена в Австралії и ПАР в 1993 році під назвою The Princess and the Cobbler.
4. Версія, випущена в США Miramax Family Films 25 серпня 1995 року під назвою Arabian Knight.
5. Версія Гаррета Гілкріста, кінолюбителя з Лос-Анджелеса, зібрана в 2006 році з різноманітних джерел (поступово поповнюється).